# Bernard Barham Woodward
Bernard Barham Woodward (1853-1930), est un malacologiste britannique, auteur d'un catalogue des œuvres de Linné.

## Biographie
D'abord simple assistant au British Museum, Woodward  évolua en 1903 au poste de bibliothécaire du Musée d'histoire naturelle de Londres, qu'il conserva jusqu'à sa retraite en 1920, quoiqu'il se fût acquis alors une réputation internationale. Woodward a dressé les 5 volumes du catalogue du musée, auquel il adjoignit un volume de compléments.
En collaboration avec son oncle Henry Woodward, ex-conservateur du département de Géologie du British Museum, et son frère Horace Bolingbroke Woodward, ingénieur au Geological Survey, Woodward effectua des recherches sur les mollusques des côtes britanniques. Il se fit ainsi remarquer du Comité scientifique du British Museum, qui publia ses monographies sur les variétés britanniques de Pisidium et des mollusques d'eau douce. Son essai sur l'histoire naturelle des mollusques, qui ne parut que juste avant la Première guerre mondiale, lui valut son élection à la Société linnéenne de Londres et à la Royal Microscopical Society. Il a présidé plusieurs années durant la Malacological Society of London, et était un contributeur régulier du Dictionary of National Biography (DNB).